# Molde Fotballklubb 2011
Questa voce raccoglie le informazioni riguardanti il Molde Fotballklubb nelle competizioni ufficiali della stagione 2011.

## Stagione
Prima dell'inizio della nuova stagione, Ole Gunnar Solskjær fu nominato nuovo allenatore del club. L'arrivo del nuovo tecnico rinnovò l'interesse per il campionato e lo stesso ex attaccante dichiarò di puntare alla vittoria finale nella Tippeligaen. Dopo una prima parte di stagione con alti e bassi, il Molde centrò effettivamente il successo in campionato, con due giornate d'anticipo. Espen Bugge Pettersen, Vegard Forren, Makhtar Thioune e Davy Claude Angan furono tra i principali artefici di questo successo. Anche il trequartista Magnus Wolff Eikrem si distinse nel calcio offensivo e propositivo del Molde. Solskjær e Pettersen ricevettero rispettivamente il premio Kniksen per il miglior allenatore e il miglior portiere del campionato. Forren e Angan furono i calciatore maggiormente utilizzati nella Tippeligaen, mentre il capocannoniere della squadra fu Pape Paté Diouf, ceduto però in estate ai danesi del Copenaghen. L'avventura in Norgesmesterskapet terminò ai quarti di finale, per mano del Fredrikstad.

## Maglie e sponsor
Lo sponsor tecnico per la stagione 2011 fu Umbro, mentre lo sponsor ufficiale fu Sparebanken Møre. La prima divisa era composta da una maglietta blu, con pantaloncini e calzettoni bianchi. Quella da trasferta era invece costituita da una maglietta bianca, con pantaloncini e calzettoni blu. La terza tenuta era invece completamente viola. Il 19 giugno 2011, il Molde giocò la partita contro il Sogndal con una divisa celebrativa per il centenario del club.
| Casa | Trasferta | Terza Divisa | Divisa Cel. |

## Rosa
| N. |                     | Ruolo | Calciatore                  |
| -- | ------------------- | ----- | --------------------------- |
| 1  | Norvegia (bandiera) | P     | Espen Bugge Pettersen       |
| 2  | Norvegia (bandiera) | D     | Kristoffer Paulsen Vatshaug |
| 3  | Svezia (bandiera)   | D     | Emil Johansson              |
| 4  | Norvegia (bandiera) | C     | Thomas Holm                 |
| 5  | Norvegia (bandiera) | D     | Vegard Forren               |
| 6  | Norvegia (bandiera) | C     | Daniel Berg Hestad          |
| 7  | Norvegia (bandiera) | C     | Magnus Wolff Eikrem         |
| 8  | Senegal (bandiera)  | C     | Makhtar Thioune             |
| 9  | Svezia (bandiera)   | C     | Mattias Moström             |
| 10 | Norvegia (bandiera) | C     | Magne Hoseth                |
| 11 | Norvegia (bandiera) | C     | Jo Inge Berget              |
| 11 | Senegal (bandiera)  | A     | Pape Paté Diouf             |
| 12 | Norvegia (bandiera) | P     | Knut Dørum Lillebakk        |
| 13 | Norvegia (bandiera) | C     | Pål Erik Ulvestad           |
| 14 | Norvegia (bandiera) | D     | Christian Steen             |
| 15 | Norvegia (bandiera) | C     | Magnus Stamnestrø           |
| 16 | Norvegia (bandiera) | D     | Jacob Meidell               |
| 17 | Norvegia (bandiera) | D     | Børre Steenslid             |

| N. |                           | Ruolo | Calciatore          |
| -- | ------------------------- | ----- | ------------------- |
| 18 | Norvegia (bandiera)       | D     | Magne Simonsen      |
| 19 | Brasile (bandiera)        | A     | José Mota           |
| 20 | Costa d'Avorio (bandiera) | A     | Davy Claude Angan   |
| 21 | Norvegia (bandiera)       | D     | Krister Wemberg     |
| 22 | Stati Uniti (bandiera)    | C     | Joshua Gatt         |
| 23 | Norvegia (bandiera)       | D     | Knut Olav Rindarøy  |
| 24 | Norvegia (bandiera)       | D     | Torjus Aaland       |
| 25 | Stati Uniti (bandiera)    | D     | Sean Cunningham     |
| 26 | Norvegia (bandiera)       | P     | Elias Valderhaug    |
| 27 | Nigeria (bandiera)        | P     | Daniel Chima        |
| 28 | Norvegia (bandiera)       | D     | Ivar Furu           |
| 29 | Norvegia (bandiera)       | A     | Simon Markeng       |
| 30 | Norvegia (bandiera)       | A     | Zlatko Tripić       |
| 31 | Senegal (bandiera)        | A     | Mamadou Gando Ba    |
| 32 | Senegal (bandiera)        | C     | Abdou Karim Camara  |
| 33 | Brasile (bandiera)        | A     | Vini Dantas         |
| 34 | Norvegia (bandiera)       | P     | Sivert Beinset      |
| 35 | Norvegia (bandiera)       | D     | Ole Martin Rindarøy |

## Calciomercato

### Sessione invernale(dal 01/01 al 31/03)
| Acquisti | Acquisti            | Acquisti            | Acquisti      |
| R.       | Nome                | da                  | Modalità      |
| -------- | ------------------- | ------------------- | ------------- |
| D        | Torjus Aaland       | Stranda             | definitivo    |
| D        | Sean Cunningham     | Derby County Wolves | definitivo    |
| D        | Børre Steenslid     | Viking              | definitivo    |
| C        | Magnus Wolff Eikrem | Manchester Utd      | definitivo    |
| C        | Joshua Gatt         | Altach              | definitivo    |
| C        | Pål Erik Ulvestad   | Herd                | definitivo    |
| A        | Davy Claude Angan   | Hønefoss            | definitivo    |
| A        | José Mota           | Suwon Bluewings     | fine prestito |

| Cessioni | Cessioni               | Cessioni        | Cessioni   |
| R.       | Nome                   | a               | Modalità   |
| -------- | ---------------------- | --------------- | ---------- |
| P        | Jan Kjell Larsen       | Stabæk          | definitivo |
| D        | Marcus Andreasson      | Lierse          | definitivo |
| D        | Øyvind Gjerde          |                 | ritiro     |
| C        | Aksel Berget Skjølsvik | Sandnes Ulf     | definitivo |
| C        | Kristian Strandhagen   | Kristiansund BK | definitivo |
| A        | Mame Mbar Diouf        | Sandnes Ulf     | definitivo |

### Sessione estiva(dal 01/08 al 31/08)
| Acquisti | Acquisti           | Acquisti            | Acquisti      |
| R.       | Nome               | da                  | Modalità      |
| -------- | ------------------ | ------------------- | ------------- |
| D        | Knut Olav Rindarøy | Deportivo La Coruña | fine prestito |
| C        | Jo Inge Berget     | Udinese             | definitivo    |
| A        | Vini Dantas        | svincolato          |               |
| A        | Zlatko Tripić      | Egersund            | definitivo    |

| Cessioni | Cessioni        | Cessioni   | Cessioni   |
| R.       | Nome            | a          | Modalità   |
| -------- | --------------- | ---------- | ---------- |
| D        | Emil Johansson  | Groningen  | definitivo |
| C        | Thomas Holm     | Tromsø     | prestito   |
| A        | Pape Paté Diouf | Copenaghen | definitivo |

## Risultati

### Tippeligaen

#### Girone di andata
| Arbitro: | Edvartsen (Hamar) |

|                               |           |  |
| Wiig 53’ Matland 56’ Hoås 75’ | Marcatori |  |

| Arbitro: | Skjerven (Kaupanger) |

|                     |           |                       |
| Diouf 17’ Angan 56’ | Marcatori | 3’ Rushfeldt 59’ Kara |

| Arbitro: | Hafsås |

|                              |           |               |
| Nevland 30’ Val. Berisha 36’ | Marcatori | 4’, 78’ Angan |

| Arbitro: | Johnsen |

|                                 |           |                     |
| Angan 32’ Diouf 45’ Thioune 71’ | Marcatori | 70’, 75’ Gunnarsson |

| Arbitro: | Sandmoen (Kjelsås) |

|            |           |                          |
| Mjelde 67’ | Marcatori | 10’, 21’ Diouf 90’ Chima |

| Arbitro: | Berntsen (Vang) |

|  |           |                      |
|  | Marcatori | 40’ Larsen 90’ Prica |

| Arbitro: | Moen (Haugesund) |

|  |           |                                                |
|  | Marcatori | 38’ (rig.) Hoseth 54’ (aut.) Kippe 70’ Moström |

| Arbitro: | Døvle |

|                   |           |                 |
| Holm 9’ Chima 16’ | Marcatori | 55’ Elyounoussi |

| Arbitro: | Helgerud (Lier) |

|  |           |               |
|  | Marcatori | 4’, 43’ Angan |

| Arbitro: | Johansen |

|                                                                |           |  |
| Søderlund 7’ Diouf 22’ (aut.) Sørum 39’, 51’ Đurđić 59’ (rig.) | Marcatori |  |

| Arbitro: | Hafsås |

|                                               |           |              |
| Diouf 7’, 24’ Angan 13’ Thioune 76’ Chima 81’ | Marcatori | 48’ Vatshaug |

| Arbitro: | Sandmoen |

|  |           |           |
|  | Marcatori | 12’ Diouf |

| Arbitro: | Johansen |

|                      |           |  |
| Diouf 41’ Hoseth 79’ | Marcatori |  |

| Arbitro: | Edvartsen (Hamar) |

|             |           |  |
| Johnsen 90’ | Marcatori |  |

| Arbitro: | Øvrebø (Oslo) |

|                                      |           |                                |
| Diouf 11’, 78’, 87’, 90’ Thioune 28’ | Marcatori | 13’ Sellin 84’ (rig.) Phillips |

#### Girone di ritorno
| Arbitro: | Døvle |

|                            |           |                |
| Chima 12’ Moström 15’, 63’ | Marcatori | 78’ Andreassen |

| Arbitro: | Hafsås |

|          |           |                    |
| Årst 51’ | Marcatori | 53’ Chima 62’ Gatt |

| Arbitro: | Hafsås |

|                     |           |           |
| Hoseth 43’ Gatt 61’ | Marcatori | 85’ Singh |

| Arbitro: | Edvartsen (Hamar) |

|                             |           |            |
| Wangberg 32’ Prica 66’, 74’ | Marcatori | 28’ Hoseth |

| Arbitro: | Johnsen |

|            |           |  |
| Eikrem 29’ | Marcatori |  |

| Arbitro: | Berntsen (Vang) |

|           |           |                                            |
| Olsen 90’ | Marcatori | 1’ (aut.) Grytebust 27’ Hoseth 75’ Thioune |

| Arbitro: | Moen (Haugesund) |

|                |           |                 |
| Eikrem 8’, 37’ | Marcatori | 66’, 90’ Grorud |

| Arbitro: | Skjerven (Kaupanger) |

|  |           |           |
|  | Marcatori | 57’ Angan |

| Molde 23 settembre 2011, ore 19:00 24ª giornata | Molde           | 0 – 0 referto | Viking | Aker Stadion (8.738 spett.)\| Arbitro: \| Helgerud (Lier) \| |
| Arbitro:                                        | Helgerud (Lier) |               |        |                                                              |

| Arbitro: | Edvartsen (Hamar) |

|  |           |                       |
|  | Marcatori | 30’ Forren 36’ Berget |

| Molde 16 ottobre 2011, ore 18:00 26ª giornata | Molde            | 0 – 0 referto | Odd Grenland | Aker Stadion (9.095 spett.)\| Arbitro: \| Moen (Haugesund) \| |
| Arbitro:                                      | Moen (Haugesund) |               |              |                                                               |

| Arbitro: | Skjerven (Kaupanger) |

|               |           |            |
| Ollé Ollé 55’ | Marcatori | 20’ Berget |

| Arbitro: | Sælen (Bergen) |

|                         |           |                          |
| Simonsen 57’ Eikrem 70’ | Marcatori | 58’ Kamara 90’ Konradsen |

| Arbitro: | Hansen |

|                                        |           |            |
| Angan 12’ Vini Dantas 18’ Simonsen 64’ | Marcatori | 33’ Giæver |

| Arbitro: | Johansen |

|              |           |            |
| Flo 39’, 56’ | Marcatori | 16’ Tripić |

### Coppa di Norvegia
| Arbitro: | Smehus Kringstad (Oslo) |

|  |           |                                                                                |
|  | Marcatori | 2’, 11’ Moström 14’, 17’, 59’, 82’ Chima 19’, 69’, 80’ Mota 22’ Steen 71’ Holm |

| Arbitro: | Smehus Kringstad (Oslo) |

|  |           |                |
|  | Marcatori | 27’, 75’ Chima |

| Arbitro: | Hansen |

|  |           |                                                        |
|  | Marcatori | 17’ Chima 35’, 57’, 77’ Mota 38’, 53’ Gatt 39’ Moström |

| Arbitro: | Døvle |

|                                           |           |           |
| Angan 72’ Diouf 77’ Sigurðsson 85’ (aut.) | Marcatori | 2’ Jensen |

| Arbitro: | Skjerven (Kaupanger) |

|                                   |           |                      |
| Borges 15’ Askar 81’ Hussain 117’ | Marcatori | 41’ Eikrem 45’ Angan |

## Statistiche

### Statistiche di squadra
| Competizione      | Punti | In casa | In casa | In casa | In casa | In casa | In casa | In trasferta | In trasferta | In trasferta | In trasferta | In trasferta | In trasferta | Totale | Totale | Totale | Totale | Totale | Totale | DR  |
| Competizione      | Punti | G       | V       | N       | P       | Gf      | Gs      | G            | V            | N            | P            | Gf           | Gs           | G      | V      | N      | P      | Gf     | Gs     | DR  |
| ----------------- | ----- | ------- | ------- | ------- | ------- | ------- | ------- | ------------ | ------------ | ------------ | ------------ | ------------ | ------------ | ------ | ------ | ------ | ------ | ------ | ------ | --- |
| Tippeligaen       | 58    | 15      | 9       | 5       | 1       | 32      | 17      | 15           | 8            | 2            | 5            | 22           | 21           | 30     | 17     | 7      | 6      | 54     | 38     | +16 |
| Coppa di Norvegia | -     | 1       | 1       | 0       | 0       | 3       | 1       | 4            | 3            | 0            | 1            | 22           | 4            | 5      | 4      | 0      | 1      | 25     | 5      | +20 |
| Totale            | -     | 16      | 10      | 5       | 1       | 35      | 18      | 19           | 11           | 2            | 6            | 44           | 25           | 35     | 21     | 7      | 7      | 79     | 43     | +36 |

### Statistiche dei giocatori
| Giocatore      | Tippeligaen | Tippeligaen | Tippeligaen | Tippeligaen | Coppa di Norvegia | Coppa di Norvegia | Coppa di Norvegia | Coppa di Norvegia | Totale   | Totale | Totale      | Totale     |
| Giocatore      | Presenze    | Reti        | Ammonizioni | Espulsioni  | Presenze          | Reti              | Ammonizioni       | Espulsioni        | Presenze | Reti   | Ammonizioni | Espulsioni |
| -------------- | ----------- | ----------- | ----------- | ----------- | ----------------- | ----------------- | ----------------- | ----------------- | -------- | ------ | ----------- | ---------- |
| T. Aaland      | 0           | 0           | 0           | 0           | 0                 | 0                 | 0                 | 0                 | 0        | 0      | 0           | 0          |
| D. Angan       | 29          | 9           | 3           | 0           | 2                 | 2                 | 0                 | 0                 | 31       | 11     | 3           | 0          |
| M. Ba          | 0           | 0           | 0           | 0           | 0                 | 0                 | 0                 | 0                 | 0        | 0      | 0           | 0          |
| S. Beinset     | 0           | 0           | 0           | 0           | 0                 | 0                 | 0                 | 0                 | 0        | 0      | 0           | 0          |
| D. Berg Hestad | 28          | 0           | 1           | 0           | 3                 | 0                 | 0                 | 0                 | 31       | 0      | 1           | 0          |
| J. Berget      | 10          | 2           | 0           | 0           | 0                 | 0                 | 0                 | 0                 | 10       | 2      | 0           | 0          |
| A. Camara      | 1           | 0           | 0           | 0           | 0                 | 0                 | 0                 | 0                 | 1        | 0      | 0           | 0          |
| D. Chima       | 24          | 5           | 1           | 0           | 5                 | 7                 | 0                 | 0                 | 29       | 12     | 1           | 0          |
| S. Cunningham  | 0           | 0           | 0           | 0           | 3                 | 0                 | 1                 | 0                 | 3        | 0      | 1           | 0          |
| V. Dantas      | 5           | 1           | 0           | 0           | 0                 | 0                 | 0                 | 0                 | 5        | 1      | 0           | 0          |
| P. Diouf       | 14          | 12          | 3           | 0           | 1                 | 1                 | 0                 | 0                 | 15       | 13     | 3           | 0          |
| M. Eikrem      | 28          | 4           | 2           | 0           | 3                 | 1                 | 0                 | 0                 | 31       | 5      | 2           | 0          |
| V. Forren      | 29          | 1           | 4           | 0           | 2                 | 0                 | 1                 | 0                 | 31       | 1      | 5           | 0          |
| I. Furu        | 0           | 0           | 0           | 0           | 1                 | 0                 | 0                 | 0                 | 1        | 0      | 0           | 0          |
| J. Gatt        | 22          | 2           | 1           | 0           | 5                 | 2                 | 1                 | 0                 | 27       | 4      | 2           | 0          |
| T. Holm        | 8           | 1           | 1           | 0           | 2                 | 1                 | 0                 | 0                 | 10       | 2      | 1           | 0          |
| M. Hoseth      | 25          | 5           | 5           | 0           | 3                 | 0                 | 2                 | 0                 | 28       | 5      | 7           | 0          |
| E. Johansson   | 7           | 0           | 1           | 0           | 1                 | 0                 | 0                 | 0                 | 8        | 0      | 1           | 0          |
| K. Lillebakk   | 0           | 0           | 0           | 0           | 1                 | 0                 | 0                 | 0                 | 1        | 0      | 0           | 0          |
| S. Markeng     | 0           | 0           | 0           | 0           | 0                 | 0                 | 0                 | 0                 | 0        | 0      | 0           | 0          |
| J. Meidell     | 0           | 0           | 0           | 0           | 0                 | 0                 | 0                 | 0                 | 0        | 0      | 0           | 0          |
| M. Moström     | 27          | 3           | 1           | 0           | 5                 | 3                 | 0                 | 0                 | 32       | 6      | 1           | 0          |
| J. Mota        | 5           | 0           | 1           | 0           | 3                 | 6                 | 0                 | 0                 | 8        | 6      | 1           | 0          |
| E. Pettersen   | 28          | 0           | 0           | 0           | 1                 | 0                 | 0                 | 0                 | 29       | 0      | 0           | 0          |
| K. Rindarøy    | 12          | 0           | 2           | 0           | 1                 | 0                 | 0                 | 0                 | 13       | 0      | 2           | 0          |
| O. Rindarøy    | 0           | 0           | 0           | 0           | 1                 | 0                 | 0                 | 0                 | 1        | 0      | 0           | 0          |
| M. Simonsen    | 27          | 2           | 2           | 0           | 4                 | 0                 | 0                 | 0                 | 31       | 2      | 2           | 0          |
| M. Stamnestrø  | 4           | 0           | 0           | 0           | 4                 | 0                 | 1                 | 0                 | 8        | 0      | 1           | 0          |
| C. Steen       | 6           | 0           | 2           | 0           | 3                 | 1                 | 0                 | 0                 | 9        | 1      | 2           | 0          |
| B. Steenslid   | 0           | 0           | 0           | 0           | 0                 | 0                 | 0                 | 0                 | 0        | 0      | 0           | 0          |
| M. Thioune     | 27          | 4           | 4           | 0           | 0                 | 0                 | 0                 | 0                 | 27       | 4      | 4           | 0          |
| Z. Tripić      | 9           | 1           | 1           | 0           | 1                 | 0                 | 0                 | 0                 | 10       | 1      | 1           | 0          |
| P. Ulvestad    | 11          | 0           | 2           | 0           | 5                 | 0                 | 0                 | 0                 | 16       | 0      | 2           | 0          |
| E. Valderhaug  | 2           | 0           | 0           | 0           | 4                 | 0                 | 0                 | 0                 | 6        | 0      | 0           | 0          |
| K. Vatshaug    | 26          | 0           | 1           | 1           | 3                 | 0                 | 0                 | 0                 | 29       | 0      | 1           | 1          |
| K. Wemberg     | 3           | 0           | 0           | 0           | 3                 | 0                 | 0                 | 0                 | 6        | 0      | 0           | 0          |